# Jorge Anchén
Jorge Anchén (Montevideo, 17 de agosto de 1980) é um ex-futebolista uruguaio que atuava como defensor.

## Carreira
Jorge Anchén integrou a Seleção Uruguaia de Futebol na Copa América de 2001.[carece de fontes?]